# Ultra B
Ultra B (ウルトラB, Urutora Bi) là loạt truyện tranh của Fujiko A. Fujio (Motoo Abiko). Nó được truyền cảm hứng từ bộ truyện Doraemon.

## Phân vai
- Yuko Mita vai Ultra B (Also known vai UB, in Japanese ユビ, Yubi)
- Chiyoko Kawashima vai Michio Suzuki
- Naoko Matsui vai Takemi Aoba
- Shigeru Chiba vai Tateo Tosaka
- Gara Tajashima vai Kasumi
- Sukekiyo Kameyama vai Daibutsu Tanyoika
- Kaneta Kimotsuki vai Shinichi Suzuki
- Kazuyo Aoki vai Dota Yukei
- Masako Nozawa vai Kazuyo Suzuki
- Rei Sakuma vai Doji

## Bài hát mở đầu và kết thúc
Mở đầu - "Babibabibabibu Ultra B" (バビバビバビブー　ウルトラB)
Kết thúc - "Kiss Ultra B" (ウルトラBにチュッ!, Movie Only)